# 다카토 나오히사
다카토 나오히사(일본어: 髙藤 直寿, 1993년 5월 30일~)는 일본의 유도 선수이다. 2013년 세계 선수권 대회 우승을 차지했으며, 2016년 하계 올림픽에서 동메달을 획득했다. 리우 올림픽 이후 세계 선수권 대회에서 2번 더 우승을 달성 한 후 조국 일본에서 열린 2020년 하계 올림픽에서 금메달을 획득했다.